# Guerre de Succession de Bavière
Pour les articles homonymes, voir Guerre de Succession.
La guerre de Succession de Bavière (juillet 1778 - mai 1779) est un conflit qui opposa la monarchie des Habsbourg-Lorraine à une alliance prusso-saxonne, visant à empêcher les Habsbourg-Lorraine de faire l'acquisition du duché de Bavière. 
La guerre ne voit pas se dérouler de bataille allant au-delà de quelques escarmouches mineures, mais causa des pertes significatives, avec notamment des milliers de soldats morts de maladie et de famine. Reflétant la frustration du soldat en quête de nourriture, le conflit fut appelé, en Prusse et en Saxe, la guerre des Pommes de terre (Kartoffelkrieg).
Le 30 décembre 1777, l'électeur Maximilien III Joseph de Bavière, dernier représentant de la branche cadette des Wittelsbach, meurt de la variole, sans descendant. Son plus proche parent en ligne masculine, l'électeur Charles-Théodore de Palatinat, un descendant de la branche aînée des Wittelsbach, revendique le lien de parenté, mais n'ayant pas de descendance légitime, son héritier est un cousin d'une branche cadette, Charles II Auguste de Palatinat-Deux-Ponts. Au-delà de la frontière sud bavaroise, Joseph II du Saint-Empire, qui convoite le territoire bavarois, s'était marié à la sœur de Maximilien Joseph en 1765 pour renforcer toute réclamation qu'il pourrait effectuer. Cependant, son entente avec l'héritier, Charles-Théodore, de partager le territoire bavarois n'avait pas pris en compte les nouvelles demandes de l'héritier présomptif, Charles Auguste.
L'acquisition de territoire dans les États de langue allemande constituait une partie importante de la politique de Joseph d'Autriche d'étendre l'influence de sa famille en Europe centrale. Pour Frédéric II de Prusse, la revendication de Joseph menaçait l'ascendance des Hohenzollern dans leur politique allemande, mais il hésitait sur sa politique destinée à maintenir le statu quo par le biais de la guerre ou de la diplomatie. L'Impératrice-douairière Marie-Thérèse, qui co-régnait avec son fils, considérait qu'un conflit avec l'Électorat de Bavière n'en valait pas la peine. En effet, ni Marie-Thérèse, ni Frédéric ne voyaient d'intérêt à poursuivre les hostilités. Mais Joseph ne voulait pas renoncer à sa demande, malgré les insistances de sa mère. Frédéric-Auguste Ier de Saxe, de son côté, voulait préserver l’intégrité territoriale du duché pour Charles-Auguste (qui était son beau-frère), et n'avait pas d'intérêt à voir les Habsbourg-Lorraine faire l'acquisition de territoire supplémentaire sur leur frontière sud et ouest. La France, quant à elle, déjà impliquée dans la guerre d'indépendance des "Insurgents" américains contre l'Angleterre, cherchait à assurer le maintien de l'équilibre des forces. Finalement, Catherine II de Russie menaça d'intervenir aux côtés de la Prusse avec 50 000 hommes, forçant ainsi Joseph à reconsidérer sa position. Avec la médiation de Catherine, lui et Frédéric négocièrent une solution vis-à-vis du problème que posait la succession de Bavière avec le traité de Teschen, signé en mai 1779.
Pour certains historiens, la guerre de Succession de Bavière était la dernière guerre de Cabinet, où les troupes manœuvraient tandis que les diplomates voyageaient d'une capitale à l'autre pour régler les problèmes de leurs monarques. Par la suite, les guerres de la Révolution française et les guerres napoléoniennes différeront dans leurs portées, leurs stratégies, leurs organisations ainsi que leurs tactiques.
Par ailleurs, les historiens allemands des XIXe et XXe siècles ont aussi trouvé dans cette courte guerre les racines du dualisme allemand.

## Contexte

### Compétition impériale
Pour un article plus général, voir Guerre de Succession d'Autriche.
En 1713, Charles VI du Saint-Empire persuada les têtes couronnées d'Europe d'accepter la Pragmatique Sanction. Dans cet accord, ils acceptaient que les filles légitimes de l'empereur deviennent reines de Bohême, de Hongrie et de Croatie ainsi qu'archiduchesse d'Autriche, ce qui représentait une évolution dans la tradition de succession mâle.
L'empereur du Saint-Empire était traditionnellement élu dans la maison des Habsbourgs depuis trois siècles. Charles VI arrangea le mariage de sa fille aînée, Marie-Thérèse avec François de Lorraine. Ce dernier renonçait au duché de Lorraine au profit du beau-père de Louis XV en échange du grand-duché de Toscane pour renforcer sa position en vue de l'élection du futur empereur. La plupart des chefs d'État allemands du Saint-Empire romain germanique acceptèrent la Pragmatique Sanction et la nomination de François au titre de futur empereur du Saint-Empire. Cependant, les duchés de Bavière et de Saxe ne ratifièrent pas l'accord et étaient suffisamment importants pour empêcher son élection. À la mort de Charles VI en 1740, sa fille, Marie-Thérèse, dut défendre ses droits sur la Bohême, la Hongrie et la Croatie.

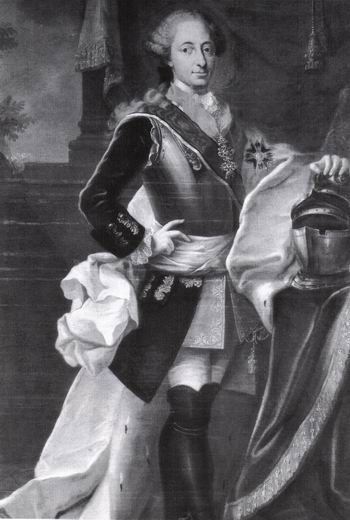
En tant que prince-électeur et duc de Bavière, Maximilien III Joseph apporta la paix et la prospérité à son royaume. À sa mort, plusieurs personnes songeaient à diviser le duché.

Charles, prince-électeur et duc de Bavière, gendre de l'empereur Joseph Ier, revendiquait les territoires allemands de la dynastie de Habsbourg, le Bavarois se présentant comme le successeur légitime de Charles VI. Les revendications du duc de Bavière reflétaient la raison d'État. Il prétendait que si les femmes devaient hériter alors il devait être le premier dans l'ordre de succession car sa femme Marie-Amélie était la fille de Joseph Ier. Charles VI et son prédécesseur Joseph Ier étaient tous les deux morts sans fils. Charles de Bavière suggéra que l'ordre de succession devait passer à la fille de Joseph Ier au lieu des filles de son frère cadet, Charles VI. Pour diverses raisons, la Prusse, la France, l'Espagne et la Pologne soutenaient les revendications de Charles de Bavière sur les territoires de Habsbourgs et le titre d'empereur et se rétractèrent de leurs engagements sur la Pragmatique Sanction.
Charles de Bavière avait besoin de soutien militaire pour s'emparer du titre impérial par la force et il l'obtint avec le traité de Nymphenbourg (en) de juillet 1741. Au cours de la guerre de Succession d'Autriche, il s'empara de Prague où il fut couronné Roi de Bohême. Il envahit également la Haute-Autriche dans le but de prendre Vienne mais des exigences diplomatiques compliquèrent ses plans. Ses alliés français redirigèrent leurs troupes en Bohême où Frédéric II de Prusse, récemment couronné, profitait du chaos en Autriche et en Bavière pour annexer la Silésie.
Les options militaires de Charles disparurent avec le retrait français. Adoptant une nouvelle stratégie, il négocia son élection au trône impérial. Il vendit le comté de Glatz à Frédéric de Prusse à un prix réduit en échange de son vote. Son frère, Clément-Auguste de Bavière, archevêque et prince-électeur de l'électorat de Cologne vota pour lui lors de l'élection impériale et le couronna personnellement le 12 février 1742 lors de la cérémonie traditionnelle à Francfort. Le jour suivant, la capitale bavaroise de Charles, Munich, capitule face aux Autrichiens pour éviter un pillage par les troupes de Marie-Thérèse. Dans les semaines qui suivirent, son armée submergea les territoires de Charles et en particulier ses terres ancestrales de Bavière et de Bohême.
Charles VII passa la plus grande partie de son règne d'empereur de trois ans à Francfort tandis que Marie-Thérèse combattit la Prusse pour son héritage en Bohême et en Hongrie. Frédéric ne pouvait pas sécuriser la Bohême pour Charles mais il parvint à chasser les Autrichiens de Bavière. Durant les trois derniers mois de son court règne, Charles vécut à Munich où il mourut de la goutte en janvier 1745. Son fils, Maximilien III Joseph — connu sous le nom de Max Joseph — hérita des territoires électoraux de son père mais pas de l'ambition impériale paternelle. Avec la paix de Füssen (22 avril 1745), Max Joseph promettait de voter pour François de Lorraine, le mari de Marie-Thérèse, dans l'imminente élection impériale. Il acceptait également la Pragmatique Sanction. En retour, il obtenait la restitution de ses territoires familiaux. Pour ses sujets, ces négociations mirent fin à cinq années de guerre et ouvrirent la voie à une période de relative prospérité qui dura deux ans jusqu'à la mort de Max Joseph en 1777.

## Rivaux
En tant que duc de Bavière, Max Joseph était le prince de l'un des plus grands États de la portion germanophone du Saint-Empire romain germanique. En tant que prince-électeur, il possédait le plus haut rang de l'Empire après l'empereur, avec de larges droits économiques, légaux et judiciaires. Il était le fils d'un empereur (Charles VII) et le petit-fils d'un autre (Joseph Ier). En dépit de la paix de Füssen, tous ses enfants pouvaient prétendre au trône impérial. Lorsqu'il mourut de la variole le 30 décembre 1777, ces revendications devinrent discutables car il n'avait eu aucun héritier pour lui succéder et de nombreux ambitieux voulaient démembrer son patrimoine

### Héritier évident
La branche de Sulzbach de la famille Wittelsbach hérita du duché de Bavière. Charles-Théodore IV, âgé de 53 ans, duc de Juliers, était le candidat légitime. Malheureusement pour Charles-Théodore, il était déjà électeur-palatin. D'après les termes des traités de Westphalie de 1648, il devait céder l'électorat palatin à son héritier avant de pouvoir prétendre à la succession de Bavière. Il n'était pas particulièrement impatient de le faire même si la Bavière était plus grande et puissante. Il préférait rester dans le Palatinat où il connaissait bien le climat social.
Il soutint les arts et fit construire à Mannheim, sa capitale, un grand nombre de théâtres et de musées pour un coût colossal. Il accueillit Voltaire dans l'un de ses nombreux palais. Durant les visites, Charles-Théodore avait persuadé le secrétaire de Voltaire, le Florentin Cosimo Alessandro Collini (1727–1806) de se mettre à son service, ce qui fut mal perçu dans les cercles des Lumières. Thomas Carlyle décrivait Charles-Théodore comme une « pauvre créature paresseuse de nature égoïste et dilettante ; un bâtard fasciné par le théâtre ». Le ministre français des Affaires étrangères français, Charles Gravier, comte de Vergennes, qui le connaissait, décrivait les manies de Charles-Théodore avec plus de force :

« Bien qu'il soit de nature intelligente, il [Charles Théodore] ne parvint jamais à se prendre en charge ; il était tout le temps manipulé par ses ministres, par son confesseur ou par sa femme. Cela conduisit à un tel renforcement de sa faiblesse et de son apathie qu'il n'avait pas d'autres opinions que celles qui lui étaient soufflées par son entourage. Le vide que cette indolence avait laissé dans son âme était rempli par les divertissements causés par la chasse, la musique et les liaisons secrètes pour lesquelles Sa Majesté électorale avait toujours eu un penchant naturel. »

Charles-Théodore avait eu un fils qui mourut rapidement mais son « penchant naturel » pour les liaisons secrètes, dont la plupart étaient des actrices françaises qu'il avait élevées au rang de comtesses, avait produit plusieurs enfants adultérins. À la mort de Max Joseph, il avait légitimé sept enfants mâles issus de différentes unions et souhaitait en légitimer deux de plus. Ainsi, Charles-Théodore IV avait besoin de territoires qu'il pourrait transmettre à travers son testament à ses enfants illégitimes.

### Ambitions impériales

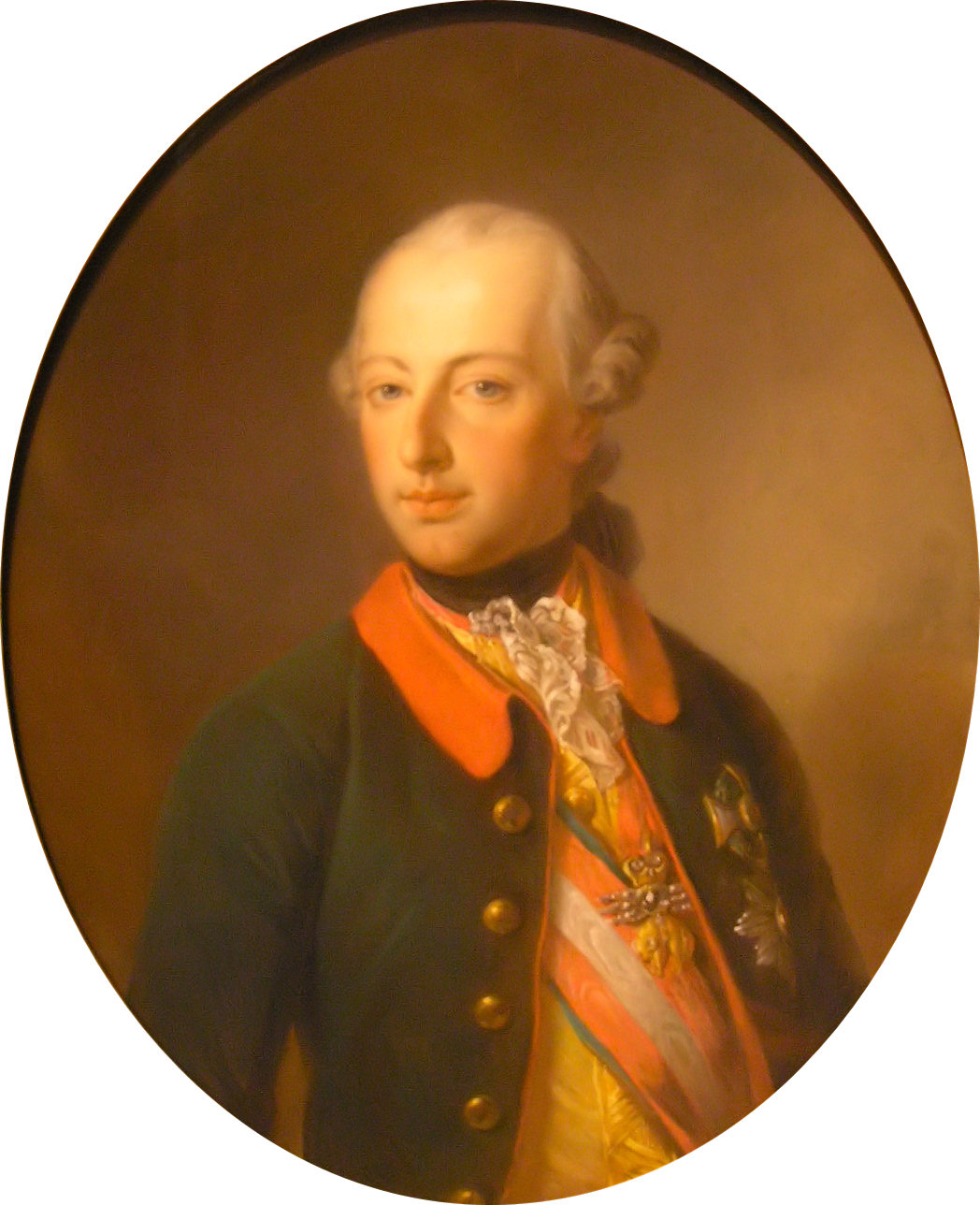
L'archiduc Joseph, l'ambitieux voisin Habsbourg, voulait renforcer l'influence de sa famille dans les territoires germanophones.

Ayant succédé à son père en 1765, Joseph II, empereur romain germanique, archiduc d'Autriche, corégent avec sa mère, l'impératrice Marie-Thérèse, convoitait la Bavière. Les leçons que sa mère avait tiré de la guerre de Succession d'Autriche furent bien apprises par son fils. La maison de Habsbourgs-Lorraine cherchait à obtenir une sphère d'influence étendue dans les parties germanophones du Saint-Empire. Sans cela, le candidat des Habsbourgs pourrait ne pas être élu empereur et la famille ne pourrait pas compter sur une succession incontestée dans les territoires de Bohême, de Hongrie et de Croatie. Ainsi, Joseph chercha à acquérir des terres en Allemagne et non pas dans les régions orientales de l'empire des Habsbourgs telle que la région stratégique de Bucovine.
Veuf inconsolable d'Isabelle de Bourbon-Parme, Joseph épousa à contre-cœur la sœur de Max Joseph, Marie-Josèphe (ou Josépha) de Bavière, en 1765 en espérant cependant pouvoir revendiquer l'électorat de Bavière en faveur de sa descendance. Après deux ans d'un mariage contrarié et stérile, Marie-Josèphe mourut de la variole.
Lorsque Max Joseph mourut dix ans plus tard, Joseph ne put présenter qu'une fragile revendication sur la Basse-Bavière reposant sur un accord douteux et ancien fait par l'empereur Sigismond à la maison des Habsbourgs en 1425.
Conscient de la faiblesse de ces bases légales, Joseph négocia un accord secret avec Charles-Théodore peu après la mort de Max Joseph. À travers cet accord du 3 janvier 1778, Charles-Théodore cédait la Basse-Bavière à l'Autriche en échange d'une succession incontestée sur le reste du duché.
Charles-Théodore espérait également acquérir de Joseph certaines parties des Pays-Bas autrichiens et de l'Autriche antérieure qu'il pourrait transmettre à ses enfants illégitimes mais cela n'était pas écrit dans l'accord et Joseph n'était pas un homme particulièrement généreux.
De plus l'accord ignorait complètement les intérêts de l'héritier présomptif de Charles-Théodore, Charles II Auguste de la maison de Palatinat-Zweibrücken-Birkenfeld. Charles Auguste était l'héritier présomptif des territoires et des titres de Charles-Théodore et avait un intérêt direct dans la répartition du duché de Bavière.

### Héritier présomptif

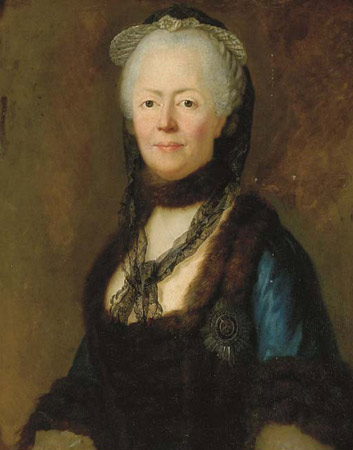
Marie-Antoinette de Bavière, électrice de Saxe par Anton Graff (vers 1780).

À l'insu à la fois de Charles-Théodore et de Joseph, une veuve (les historiens sont divisés sur l'identité de cette veuve) ouvrit des négociations secrètes avec la Prusse en vue de sécuriser la succession éventuelle de Charles Auguste. Certains historiens avancent que le négociateur actif était la veuve de Max Joseph, Marie-Anne de Saxe. D'autres supposent qu'il s'agissait de la sœur de Max Joseph qui était également la belle-mère de Charles Auguste. Cette veuve, Marie-Antoinette, était la mère de l'électeur de Saxe. L'historien Ernest Henderson maintient même qu'elle était la « plus virile de tous les Wittelsbach » impliqués dans l'affaire.
Charles Auguste n'était pas un grand admirateur de Joseph et nourrissait à son égard des griefs d'ordre privé.
Quelques années plus tôt, le jeune homme avait espéré obtenir la main de la sœur de Joseph, l'archiduchesse Marie-Amélie. Celle-ci, qui partageait les sentiments du duc de Deux-Ponts, n'y était pas opposée.
Cependant Joseph II, sa mère l'impératrice Marie-Thérèse et leurs proches pensaient qu'un petit prince allemand n'était pas digne d'une archiduchesse de la maison de Habsbourg-Lorraine toute occupée alors à sa réconciliation avec la royale maison de Bourbon :
Trois archiduchesses furent successivement promises au roi de Naples et de Sicile, les deux premières succombant à la variole. Les pourparlers pour marier l'archiduchesse Antoinette, la plus jeune au Dauphin de France allaient bon train. Joseph II et son frère l'archiduc Léopold avaient également convolé avec des princesses de la maison de Bourbon. Léopold avait épousé une fille du roi d'Espagne et Joseph lui-même avait épousé Isabelle, la fille du duc de Parme, qu'il avait aimé d'un amour profond mais non partagé.
Marie-Amélie fut mariée contre son gré au jeune duc de Parme, frère de la défunte Isabelle, en 1769.
Après cette déconvenue, Charles-Auguste se maria avec Marie-Amélie de Saxe en 1774 ; elle était la fille de l'électeur Frédéric IV de Saxe et de sa femme Marie-Antoinette de Bavière, sœur de Max Joseph. En 1769, l'électeur Frédéric-Auguste Ier de Saxe, fils de Frédéric IV, décédé prématurément, et de Marie-Antoinette et frère de Marie-Amélie, avait épousé la sœur de Charles Auguste. Charles Auguste, parfois appelé « duc de Deux-Ponts » (une traduction de Zweibrücken) était un client de la France et pouvait donc théoriquement compter sur l'appui français. Cependant, il avait de très bonnes relations avec les électeurs de Saxe. Sa mère et son beau-frère voulaient s'assurer que l'époux de Marie-Amélie reçoive sa juste part de l'héritage.

## Diplomatie

### Parties intéressées
La Prusse était également intéressée par l'évolution du duché. Le comte Karl-Wilhelm Finck von Finckenstein, premier ministre de Frédéric II de Prusse pensait que toute acquisition autrichienne en Bavière, ferait basculer l'équilibre des forces dans le Saint-Empire et affaiblirait l'influence de la Prusse. Les récents gains de la Prusse avaient été très difficiles à obtenir. Trente ans auparavant, Frédéric s'était engagé dans une lutte prolongée en Silésie et en Bohême qui lui avait permis de s'emparer de la plus grande partie de la Silésie. À travers ce conflit et la guerre de Sept Ans, il avait obtenu le respect, quoique forcé, des prouesses militaires et diplomatiques de son royaume auprès des autres puissances européennes comme la France, l'Autriche, la Russie et la Grande-Bretagne. Pour protéger le statut et le territoire de la Prusse, Finck et Frédéric construisirent une alliance avec l'électorat de Saxe, ostensiblement réalisée pour défendre les droits de Charles Auguste II, duc de Zweibrücken et héritier présumé de Charles-Théodore.
De même que la Prusse, la France voulait conserver son influence parmi les États allemands. Déjà engagée aux côtés des colonies américaines en rébellion contre le Royaume-Uni, il était dans l'intérêt de la France d'éviter un engagement continental, qui détournerait les ressources bien plus utiles contre les Britanniques en Amérique du Nord. Le réalignement diplomatique de la guerre de Sept Ans en 1756 avait renversé 200 ans de politique étrangère française destinée à contrer l'influence des Habsbourgs, ce qui lui avait permis d'obtenir des gains considérables dans les guerres répétées contre l'Autriche et l'Espagne des Habsbourgs. Le renversement de cette politique en 1756 lia la politique étrangère française en Europe à celle de Vienne. En dépit de cette restructuration, il existait toujours en France un fort sentiment anti-autrichien. La Révolution diplomatique de 1756, scellée en 1770 par un mariage entre Louis XVI et l'archiduchesse Marie-Antoinette était considérée comme une erreur politique et par suite matrimoniale par de nombreux Français. Le ministre français des Affaires étrangères, Charles Gravier, comte de Vergennes, maintint une forte hostilité envers les Autrichiens qui remontait d'avant 1756. Il n'approuvait pas l'évolution de la diplomatie française et considérait les Autrichiens comme indignes de confiance. Il parvint à extirper la France de ses obligations militaires envers l'Autriche en 1778.
|  |  |  |  |

### Montée des tensions
En janvier 1778, les tensions commencèrent à s'accroître. Le 3 janvier, quelques jours après la mort de Max Joseph, Charles-Théodore fut élevé au rang de duc. Les dragons paradèrent dans les rues de Munich, certains jouant du tambour ou de la trompette et d'autres criant « Longue vie à l'électeur Charles-Théodore ». D'après l'accord du 3 janvier entre Joseph et Charles-Théodore, 15 000 troupes autrichiennes occupaient Mindelheim, au-delà des territoires accordés à Joseph. Charles-Théodore, qui avait rêvé de reconstruire le duché de Bourgogne, réalisa que Joseph ne prévoyait pas sérieusement d'échanger une portion de la Bavière ou même son ensemble contre la totalité des Pays-Bas autrichiens. Au mieux, il pouvait en acquérir une partie, peut-être le Hainaut, Gueldre, Luxembourg, Limbourg ou d'autres possessions dispersées dans l'Autriche antérieure et en Allemagne du Sud.
Tandis que le rêve de Charles-Théodore d'une renaissance bourguignonne s'effaçait, Joseph continua sur sa lancée pour annexer des portions de la Bavière. La veuve de Max Joseph ou sa belle-mère demanda un soutien à la Prusse pour le compte de Charles II Auguste. Les émissaires de Frédéric convainquirent le prince de protester devant la Diète d'Empire à Ratisbonne. Les troupes de Joseph restèrent en Bavière et établirent même une administration autrichienne à Straubing, précipitant le déclenchement d'une crise diplomatique. L'occupation autrichienne de certaines parties de la Bavière était inacceptable pour le favori de Charles Auguste, Frédéric. Les troupes prussiennes se mobilisèrent près de la frontière entre la Prusse et la Bohême en référence à l'invasion de 1740, ce qui était inacceptable pour Joseph. Dans le même temps, les Français tentaient de se dégager de leurs obligations envers l'Autriche en annonçant à Joseph qu'il ne devrait espérer aucun soutien de la part de Paris dans une guerre contre la Prusse. La Grande-Bretagne, l'allié le plus puissant de la Prusse, était déjà engagé dans une âpre lutte en Amérique du Nord. L'autre allié, la Saxe, proche de Charles Auguste avec ses deux mariages, était stratégiquement préparée pour une guerre contre l'Autriche et pouvait fournir 20 000 soldats. En Russie, Catherine II voulait profiter de la guerre pour agrandir son empire mais ne souhaitait pas être impliquée dans un autre conflit ruineux en Europe.
Pour quatre mois, les négociateurs firent la navette entre Vienne et Berlin, Dresde et Ratisbonne, et Munich et Mannheim. Au début du printemps 1778, l'Autriche et la Prusse se faisaient face avec des armées bien plus importantes que lors de la guerre de Sept Ans, et le conflit avait le potentiel de dégénérer dans une autre conflagration à grande échelle en Europe.

## Opérations militaires
Lorsqu'il devint clair que les autres monarques d'Europe n'allaient pas accepter une partition de facto de la Bavière, Joseph et son ministre des Affaires étrangères, Anton, comte de Kaunitz, parcoururent le royaume des Habsbourgs à la recherche de soldats et parvinrent à concentrer 600 canons et entre 180 000 et 190 000 hommes en Bohême, en Moravie et en Silésie autrichienne. Cependant, cela représentait plus de 90 % des forces autrichiennes, ce qui laisserait la frontière avec l'Empire ottoman particulièrement dégarnie. Le 6 avril 1778, Frédéric de Prusse aligna ses 80 000 hommes sur la frontière prussienne avec la Bohême près de Neisse-Schweidnitz dans le comté de Glatz, qu'il avait acquis en 1741 en échange de son soutien en faveur de Charles VII. À Glatz, Frédéric termina les préparatifs de l'invasion : Il rassembla le ravitaillement, prépara les routes d'invasion et entraîna ses soldats. Son frère cadet, le prince Henri, commandait une seconde armée de 75 000 à 100 000 hommes au nord et à l'ouest en Saxe. En avril, Frédéric et Joseph engagèrent leurs armées et les négociations s'arrêtèrent.

### Premières escarmouches
Au début du mois de juillet 1778, le général prussien Johann Jakob von Wunsch (1717-1788) franchit la frontière de la Bohême près de la ville fortifiée de Náchod avec plusieurs centaines d'hommes. La garnison locale, commandée par Friedrich Joseph von Nauendorf, alors simple Rittmeister (capitaine de cavalerie), ne comptait que 50 hussards. En dépit de la disproportion des forces, Nauendorf et ses 50 hussards s'avancèrent à la rencontre des hommes de Wunsch et les saluèrent comme s'ils étaient alliés. Le temps que les Prussiens réalisaient l'allégeance des hussards, Nauendorf et sa petite troupe étaient sur eux et les contraignirent à la retraite. Le jour suivant, Nauendorf fut promu major. Les nouvelles du succès parvinrent rapidement à Joseph, qui s'en réjouit. Dans une lettre destinée à son fils, l'impératrice Marie-Thérèse écrivit : « On dit que vous avez été si content de Nauendorf, une recrue de Karlstadt ou hongroise qui a tué sept hommes, que vous lui avez donné douze ducats.... »

### Invasion
Quelques jours après la rencontre de Wunsch et de Nauendorf, Frédéric et ses 80 000 hommes entrèrent en Bohême et occupèrent Náchod mais ne purent avancer plus loin. L'armée des Habsbourgs et ses 600 canons s'étaient positionnés sur les hauteurs de l'Elbe. Joseph exerçait le commandement nominal, mais le comte François Maurice de Lacy exerçait le véritable commandement. Lacy avait servi sous le commandement du maréchal Daun durant la guerre de Sept Ans et était un officier expérimenté. Il déplaça l'armée autrichienne sur une position plus défendable centrée sur Jaroměř, une triple ligne de défense composée de redoutes sur 15 km le long de la rivière jusqu'à Königgrätz. Les Autrichiens renforcèrent également leur ligne de défense avec 600 canons.
Tandis que la principale armée des Habsbourgs faisait face à Frédéric sur l'Elbe, une force plus petite sous le commandement du baron Ernst Gideon von Laudon gardait les points de passages entre la Saxe, la Lusace et la Bohême. Laudon était également un vétéran avec une grande expérience du combat mais n'avait pas assez de troupes pour garnir toute la frontière. Peu après l'entrée de Frédéric en Bohême, le prince Henry contourna les troupes de Laudon et entra en Bohême à Hainspach, dans l'actuel district de Děčín en République tchèque. Pour éviter une attaque sur son flanc, Laudon se retira derrière la Jizera, mais en mi-août, le prince Henry menaçait le flanc gauche de la principale armée autrichienne. Au centre et sur la droite, elle faisait face à Frédéric, probablement le meilleur général de la période.
Tandis que son armée principale était retranchée sur les hauteurs de l'Elbe, Joseph lança des raids contre les troupes prussiennes. Le 7 août 1778 avec deux escadrons de son régiment, Nauendorf, mena une attaque contre un convoi prussien à Berbersdorf dans l'électorat de Saxe. Le convoi dut se rendre et Nauendorf captura ses officiers, 110 hommes, 476 chevaux, 240 chariots de farine et 13 chariots de transport.
Ce type d'actions caractérisa l'ensemble de la guerre. Il n'y eut pas de batailles majeures. La guerre fut une succession de raids et de contre-raids au cours desquels les camps opposés vivaient sur le dos des populations locales et tentaient de priver l'adversaire d'un accès aux provisions et au fourrage. Par la suite, les soldats dirent qu'ils avaient passé plus de temps à chercher de la nourriture qu'à se battre.
Les armées restèrent dans les retranchements durant l'été, et les hommes et les chevaux mangeaient toutes les provisions et le fourrage à des kilomètres à la ronde. Le prince Henry écrivit à son frère qu'il devait terminer les opérations avant le 22 août, quand il estimait qu'il n'aurait plus de ravitaillement pour ses hommes et de fourrage pour ses chevaux. Frédéric en était conscient et planifia de franchir l'Elbe pour attaquer l'arrière de l'armée autrichienne.
Cependant, plus il examinait les défenses de Joseph, plus il réalisait que la campagne était impossible. Même si Henry et lui lançaient des attaques simultanées sur les hauteurs de Königgrätz, un tel plan exposerait le flanc de Henry à une attaque de Laudon. Une attaque coordonnée sur l'avant et l'arrière avait également peu de chance de succès, et même alors, l'arméw prussienne subairaient des pertes inacceptables et ne serait plus en mesure de résister à d'autres adversaires.
Em effet, les Russes et les Suédois étaient toujours prêts à exploiter une potentielle faiblesse prussienne, et il n'était pas sûr que les Français ne respectent leurs promesses de non-intervention. Pour Frédéric, le risque n'en valait pas le coup. Finalement, les quatre armées, deux autrichiennes et deux prussiennes, restèrent sur leurs positions jusqu'en septembre en consommant autant de ressources que possible.
La guerre sans batailles eut des incidents. L'un d'entre eux capta l'imagination du peintre Bernhard Rode. Du haut des hauteurs stratégiques de Königgrätz, les Autrichiens bombardaient régulièrement l'armée prussienne retranchée en contrebas. Alors que Frédéric subissait une saignée, le bombardement autrichien fut si intense que Frédéric quitta la tente pour observer les dégâts, ce qui rouvrit sa veine. Un médecin banda alors cette blessure (voir la peinture de Bernhard Rode dans l'infobox).
Dans son essai sur Frédéric le Grand, l'historien britannique Thomas Carlyle relata une histoire concernant le roi de Prusse et un tireur d'élite croate. Alors que Frédéric était parti en reconnaissance, il vit le Croate qui le visait et lui fit signe avec la main de ne pas tirer. Le Croate ne tira pas et s'enfuit dans les bois. Certains rapports avancèrent que le Croate se serait agenouillé devant le roi et aurait baisé sa main.
Alors que Nauendorf poursuivait ses raids, les soldats continuaient de chercher de la nourriture en déterrant les champs de pommes de terre et Joseph et Frédéric maintenaient leurs positions à Königgrätz, Marie-Thérèse avait envoyé Kaunitz en mission secrète à Berlin pour obtenir une trêve. Lors d'un second échange, elle offrit un accord et écrivit à Catherine de Russie pour lui demander de jouer le rôle de médiateur. Lorsque Joseph découvrit que sa mère négociait dans son dos, il menaça d'abdiquer.
Cependant, les négociations étaient lancées et les deux camps retirèrent progressivement leurs troupes durant l'automne en ne laissant que quelques unités en défense.

### Actions hivernales
Nommé commandant du cordon défensif autrichien, Dagobert Sigmund von Wurmser ordonna à un assaut limité sous le commandement du colonel Wilhelm Klebeck sur le village de Dittersbach. Au cours de la bataille, 400 Prussiens furent tués, 400 soldats et 8 drapeaux furent capturés. À la suite de ces succès contre les Prussiens en 1778, Joseph nomma Klebeck et Wurmser chevaliers de l'ordre militaire de Marie-Thérèse le 21 octobre 1778.
Lors d'un autre raid en janvier 1779, Wurmser avança dans le comté de Glatz avec cinq colonnes dont deux menées par le major-colonel comte Kinsky et encercla Habelschwerdt le 18 janvier. Tandis qu'une colonne sécurisait l'approche, l'autre menée par le colonel Pallavicini ravagea la ville et captura le prince de Hesse-Philippsthal[-Barchfeld], 700 hommes, trois canons et sept drapeaux. Wurmser mena lui-même la troisième colonne dans un assaut sur le soi-disant « abri suédois », l'Oberschwedeldorf. Celui-ci et la ville de Habelschwerdt furent incendiés par les obusiers. Le baron de Terzi (de) (1730-1800), qui couvrait l'assaut avec les deux colonnes restantes, repoussa les renforts adverses et fit 300 prisonniers. En même temps, Wurmser conserva ses positions dans les villages voisins de Rückerts et de Reinerz.
Les patrouilles les plus avancées atteignirent les alentours de Glatz et la frontière entre la Silésie et la Prusse près de Schweidnitz.

## Impact

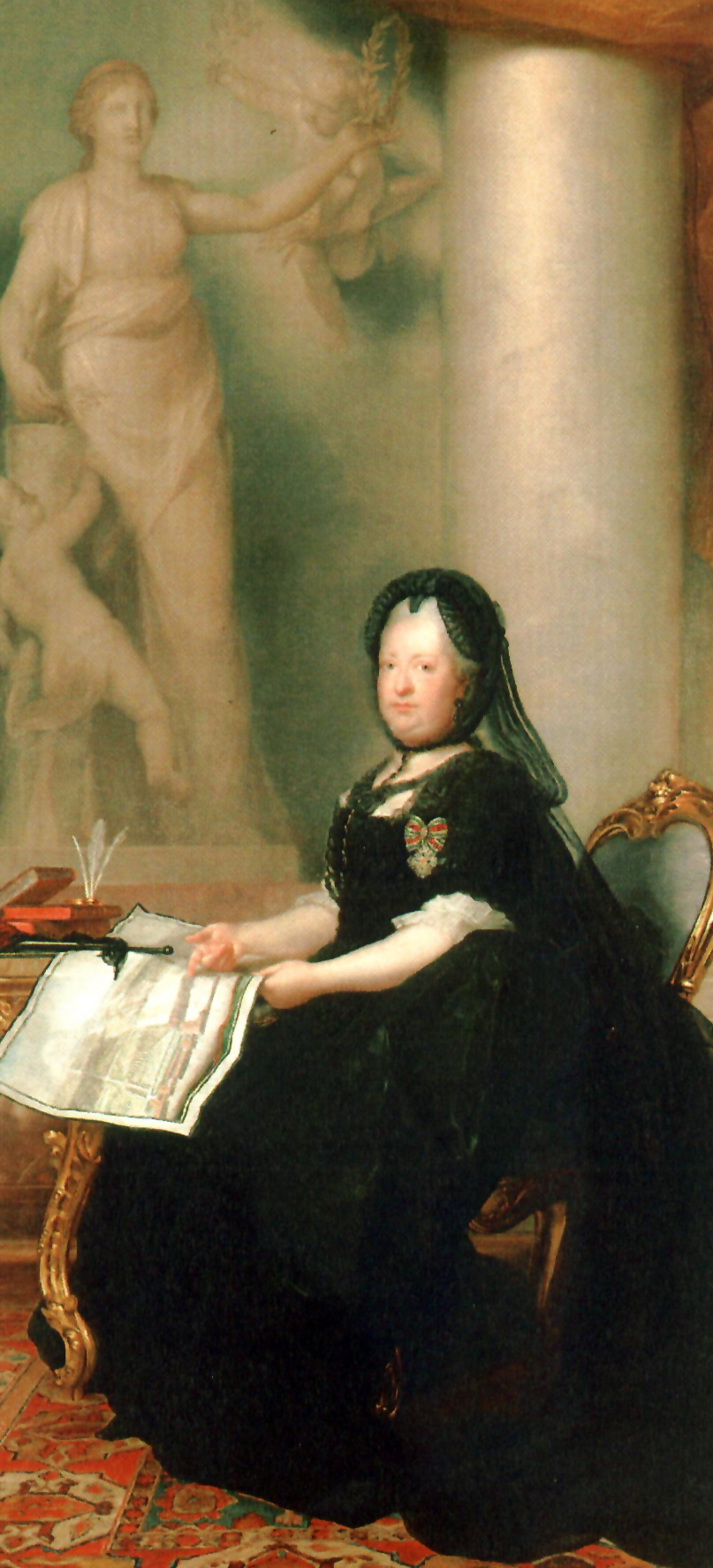
Marie-Thérèse en 1773. Derrière elle se trouve la statue de la paix portant une gerbe symboliquement placée au-dessus de la tête de l'impératrice.

D'après le traité de Teschen de mai 1779, Marie-Thérèse retourne la Basse-Bavière à Charles-Théodore mais conserve le prétendu Innviertel, une bande de terre de 2 200 km2 dans le bassin de l'Inn peuplée par 120 000 personnes.
La guerre de Succession de Bavière fut la dernière grande guerre à la fois pour Frédéric et pour Marie-Thérèse dont les règnes avaient débuté et s'étaient terminés par un conflit les opposant. Même si les armées déployées étaient trois fois plus importantes que lors de la guerre de Sept Ans, aucun des monarques n'utilisa la totalité des forces à sa disposition. Ainsi la guerre se déroula sans aucune bataille majeure. En dépit de la modération des monarques, certaines estimations du début du XIXe siècle faisaient état de plusieurs dizaines de milliers de morts du fait de la famine et des maladies qui en découlent. L'estimation plus modérée de Carlyle fait état de 10 000 morts dans chaque camp. Michael Hochedlinger avance le chiffre total de 30 000 morts, blessés et disparus. Robert Kann ne donne aucune estimation mais suggère que les causes principales de décès furent le choléra et la dysenterie. Les travaux de Gaston Bodart de 1915, qui font toujours autorité en ce qui concerne les pertes autrichiennes, sont précis : 5 généraux autrichiens (qu'il ne nomme pas), plus de 12 000 soldats et 74 officiers moururent de maladies. Lors des affrontements limités et des escarmouches, neuf officiers et 265 soldats furent tués et quatre officiers et 123 soldats furent blessés. 62 officiers et 2 802 soldats furent faits prisonniers et il y eut 137 disparus. Bodart avance également les pertes prussiennes : un général (dont il ne donne pas le nom), 87 officiers et 3 364 tués, blessés ou disparus. Il y eut également 3 000 déserteurs dans l'armée prussienne. Dans l'ensemble, les pertes représenteraient 10 % des forces combattantes. Les données concernant les pertes civiles sont rares même si les non-combattants ont également beaucoup souffert de la faim et des maladies. Certains villages furent détruits ; la ville de Habelschwerdt subit d'importants dégâts matériels causés par des tirs de mortier.
En dépit de sa courte durée, la guerre coûta 33 millions de florins à la Prusse. Pour les Autrichiens, le coût fut plus élevé : 65 millions de florins pour un pays dont les recettes ne se montaient qu'à 50 millions. Joseph décrivit la guerre comme une « chose horrible… la ruine de nombreux innocents ».

### Changements dans l'art de la guerre
Cette guerre fut également le dernier conflit européen de l'ancien modèle dans lesquels les armées manœuvraient lentement à bonne distance, et les diplomates se hâtaient d'une capitale à l'autre pour résoudre les différends entre les monarques. Étant donné la durée du conflit, six mois, le coût en vies humaines et sur le trésor fut élevé. En comparaison des guerres de la Révolution française et guerres napoléoniennes, qui eurent lieu une génération plus tard, un conflit de six mois semble modéré. Ainsi, si les historiens la considèrent souvent comme le dernier acte de la guerre d'« Ancien Régime », certains éléments comme la taille importante des armées qui reflètent les capacités et la volonté à mobiliser, entraîner, équiper et commander un grand nombre de soldats annoncent les conflits à venir.
La guerre refléta également un nouveau sommet dans les dépenses militaires particulièrement pour les Habsbourgs. Après la guerre de Sept Ans, la taille de l'armée des Habsbourgs diminua de 201 311 en 1761 à 163 613 en 1775. En préparation d'une seconde campagne d'été, l'armée de Joseph passa de 195 108 à l'été 1778 à 308 555 soldats au printemps 1779. Par la suite, les effectifs de l'armée autrichienne ne tombèrent jamais en dessous de 200 000 entre 1779 et 1792 lorsque l'Autriche entra dans la guerre de la Première Coalition. À plusieurs reprises, ce nombre dépassa les 300 000 pour répondre aux besoins sur la frontière avec l'Empire ottoman ou lors de la révolte des Pays-Bas autrichiens. L'armée subit également une réforme organisationnelle massive.
Le conflit fut surnommé la Kartoffelkrieg (guerre des Pommes de terre) par les Prussiens et les Saxons. Cependant, l'origine de ce nom reste débattue. Pour certains, c'est parce que les soldats passaient leur temps à chercher de la nourriture. Pour d'autres, c'est que les deux armées se lançaient des pommes de terre au lieu de boulets de canons Selon une dernière hypothèse, le conflit fut désigné ainsi car il avait eu lieu lors de la récolte des pommes de terre.
Dans l'historiographie militaire de l'Europe, les historiens font quasiment toujours références à la guerre de Succession de Bavière en des « termes dédaigneux et moqueurs comme l'apothéose (ou la caricature) de la guerre d'Ancien Régime » malgré son nom grandiloquent.

### Résurgence du problème
Le problème sous-jacent lié au conflit n'était pas réglé. La politique étrangère de Joseph se concentrait toujours sur l'acquisition de territoires dans les zones germanophones pour contrer l'influence croissante de la Prusse dans les affaires impériales. En 1785, Joseph voulait de nouveau négocier des territoires avec Charles-Théodore et lui offrait une nouvelle fois d'échanger des portions de la Bavière contre des territoires dans les Pays-Bas autrichiens.
Cette même négociation avait échoué en 1778. En revanche, ce nouvel accord ne serait pas une partition mais un échange de territoires. Bien que les Pays-Bas autrichiens soient un territoire prospère, ils étaient une épine dans le flanc de Joseph en s'opposant aux réformes administratives et bureaucratiques tout en dévorant les ressources militaires qui étaient désespérément demandées ailleurs dans son royaume. Malgré cela, Joseph ne pouvait pas se permettre d'abandonner la totalité des Pays-Bas, et ses efforts pour négocier un échange partiel de territoires lui auraient garanti à la fois les bénéfices financiers des territoires de Bavière et des Pays-Bas.
Même s'il avait dû abandonner les Pays-Bas autrichiens, cela signifiait « l'échange d'une position stratégique indéfendable contre l'occasion rentable d'obtenir de plus larges gains politiques et territoriaux à proximité de la monarchie ». Une fois de plus, Charles II Auguste s'inquiéta de la possible perte de ses ambitions bavaroises, et une nouvelle fois, Frédéric II lui offrit son aide. Cependant, aucune guerre ne se déclencha, même une « guerre des pommes de terre ».
Frédéric eut recours à des pressions politiques. Il fonda la Fürstenbund, ou Ligue des princes, qui regroupait les puissants monarques d'Allemagne du Nord, ce qui força Joseph à renoncer à ses ambitions. En 1799, le duché fut transmis à Maximilien IV Joseph, frère de Charles Auguste dont l'unique enfant était mort en 1784.

## Effet à long terme: la montée du dualisme allemand
Joseph prit conscience des problèmes menaçant son patrimoine multi-ethnique et la position ambivalente des autrichiens dans le Saint-Empire romain germanique. Même si les Habsbourgs et leurs successeurs de la maison de Habsbourg-Lorraine, à deux exceptions, occupaient le titre d'empereur depuis le début du XVe siècle, les bases de la puissance des Habsbourgs ne reposaient pas dans le Saint-Empire mais dans les territoires en Europe de l'Est où la famille avait acquis de vastes domaines, en Italie et dans les Pays-Bas. Pour Joseph et ses successeurs, la conservation de l'influence autrichienne dans les États germanophones nécessitait l'acquisition de nouveaux territoires en Allemagne. Pour Joseph, seule cette expansion pouvait déplacer le centre de l'Empire des Habsbourgs vers les territoires germanophones d'Europe centrale. Selon cette tactique, les territoires des Pays-Bas autrichiens et les territoires orientaux comme la Galicie pouvaient être échangées. Elle imposait également la réacquisiton des territoires germanophones de Silésie et de Bavière.
À partir de la fin des années 1770, Joseph devait faire face à de nombreux obstacles pour renforcer l'influence des Habsbourgs en Europe centrale. Lorsque la Grande-Bretagne était l'alliée de l'Autriche, celle-ci pouvait compter sur le soutien britannique mais le Royaume-Uni était maintenant allié à la Prusse. Lors de la Révolution diplomatique de 1756, les Français devinrent les nouveaux alliés de l'Autriche mais ils étaient inconstants comme Joseph le découvrit lorsque Vergennes dégagea Versailles de ses obligations. La Russie, alliée de l'Autriche durant la plus grande partie de la guerre de Sept Ans, cherchait à s'étendre aux dépens de ses voisins les plus faibles. En 1778, elle avait acquis des territoires polonais et ottomans et Joseph comprenait le danger de montrer ses faiblesses à son puissant voisin. Frédéric et la Prusse étaient l'ennemi héréditaire de l'Autriche depuis son émergence en tant que puissance européenne et les conflits concernant la Silésie dans les années 1750-1760. Joseph voulait donc établir une domination des Habsbourgs dans les territoires germanophones en commençant avec la partition de la Bavière.
Les frontières des États européens avaient rapidement changé au cours des cinquante années précédentes avec les partitions de la Pologne et les échanges territoriaux à travers la diplomatie et les guerres. Les gouvernants cherchaient à centraliser le contrôle de leurs territoires et à créer des frontières bien définies. Pour Joseph, l'acquisition de la Bavière, ou du moins des parties de celle-ci pourrait lier les territoires de Bohême avec ceux du Tyrol et partiellement compenser la perte de la Silésie. La crise de succession de Bavière fournit à Joseph une bonne opportunité pour renforcer son influence dans les États d'Europe centrale, obtenir de nouveaux revenus et renforcer son armée avec des recrues allemandes. La suprématie dans les États allemands valait bien une guerre. Pour Frédéric, la préservation de l'héritage de Charles Auguste ne valait pas une guerre. Frédéric avait eu suffisamment de conflits au cours de son règne qu'il voulait préserver le statu quo en ne se lançant pas dans des aventures qui pourrait le mettre en péril. S'il avait dû éviter une confrontation avec l'armée de Joseph, un tel sacrifice était une mesure provisoire. Le dualisme allemand entre la Prusse et l'Autriche qui allait dominer la question de l'unité allemande au siècle suivant trouve une partie de ses origines dans la guerre de Succession de Bavière.

### Pour approfondir
XXe siècle
- (de) Michael Kotulla, « Bayerischer Erbfolgekrieg » (1778/79), dans Deutsche Verfassungsgeschichte vom Alten Reich bis Weimar (1495 - 1934), [Lehrbuch], Springer, Berlin, Heidelberg 2008  (ISBN 978-3-540-48705-0).
- (de) Jürgen Ziechmann, Der Bayerische Erbfolge-Krieg 1778/1779 oder Der Kampf der messerscharfen Federn, Édition Ziechmann, Südmoslesfehn 2007.
- (de) Monika Groening, Karl Theodors stumme Revolution: Stephan Freiherr von Stengel, 1750–1822, und seine staats- und wirtschaftspolitischen Innovationen in Bayern, 1778-99, Obstadt-Weiher, Verlag regionalkultur, 2001.
- G.A. Nersesov, Politika Rossii na Teshenskom kongresse: 1778–1779.
- Marvin Thomas Jr., Karl Theodor and the Bavarian Succession, 1777–1778: a thesis in history, Pennsylvania State University, 1980.
- (de) Oskar Criste, Kriege unter Kaiser Josef II. Nach den Feldakten and anderen authentischen Quellen, Vienne, Verlag Seidel, 1904.

XIXe siècle
- (de) Eduard Reimann, Geschichte des bairischen Erbfolgekrieges, 1869.
- (de) Geschichte des Baierischen Erbfolgestreits [microform] : nebst Darstellung der Lage desselben im Jenner 1779, Frankfurt & Leipzig: [s.n.], 1779.
- (fr) Nicolas Louis François de Neufchâteau, Histoire de l'occupation de la Baviere par les Autrichiens, en 1778 et 1779 ; contenant les détails de la guerre et des negociations que ce différend occasionna, et qui furent terminées, en 1779, par la paix de Teschen ; Paris, Imprimerie impériale, 1805.
- (de) A. T. G. Thamm, Plan des Lagers von der Division Sr. Excel. des Generals der Infanterie von Tauenzien zwischen Wisoka und Praschetz vom 7ten bis 18ten July 1778, 1807.

XVIIIe siècle
- (de) Historische Dokumentation zur Eingliederung des Innviertels im Jahre 1779: Sonderausstellung: Innviertler Volkskundehaus u. Galerie d. Stadt Ried im Innkreis, 11 mai au 4 août 1979 (documents relatifs à l’annexation du Innviertel en 1779).
- (de) Geschichte des Baierischen Erbfolgestreits nebst Darstellung der Lage desselben im Jenner 1779, Frankfurt [s.n.], 1779.
- (de) Carl von Seidl, Versuch einer militärischen Geschichte des Bayerischen Erbfolge-Krieges im Jahre 1778, im Gesichtspunkte der Wahrheit betrachtet von einem Königl. Preussischen Officier.
- (de) J. Bourscheid, Der erste Feldzug im vierten preussischen Kriege: Im Gesichtspunkte der Strategie beschreiben, Vienne [s.n.], 1779.
- (fr) Robert Murray Keith, Exposition détaillée des droits et de la conduite de S.M. l'impératrice reine apostolique relativement à la succession de la Bavière : pour servir de réponse à l'Exposé des motifs qui ont engagé S.M. le roi de Prusse à s'opposer au démembrement de la Bavière, Vienne, Chez Jean Thom. Nob. de Trattnern, 1778.
- Frédéric II de Prusse, Memoirs from the Peace of Hubertsburg, to the Partition of Poland, and of the Bavarian War, Londres, printed for G. G. J. and J. Robinson, 1789.